# Ballo di gruppo

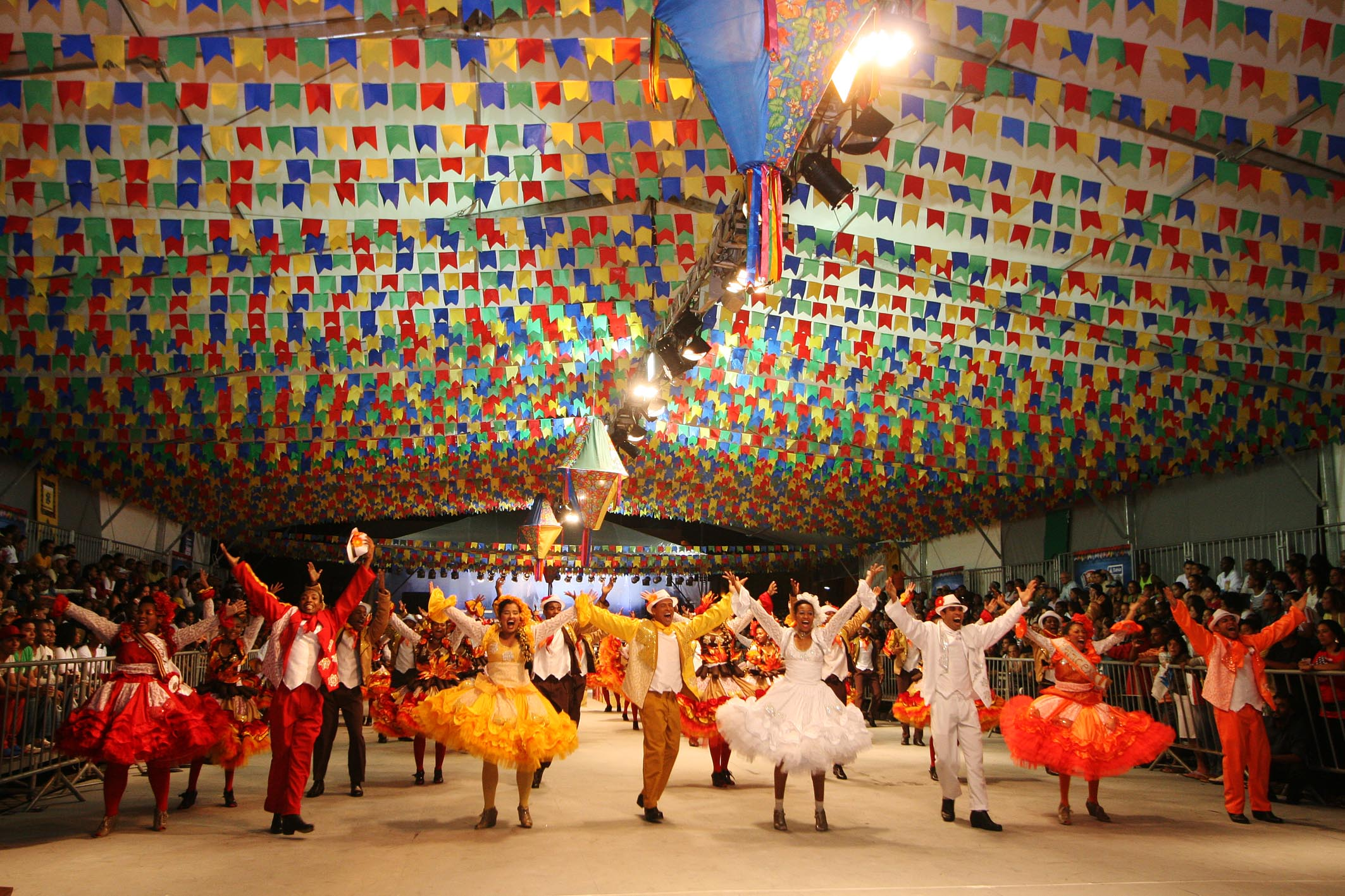
Ballerini che eseguono una quadriglia

Un ballo di gruppo è un tipo di coreografia collettiva ove alcuni individui muovono le parti del corpo all'unisono seguendo il ritmo della musica. Esistono due tipi di ballo di gruppo: quelli ispirati ai tradizionali balli di coppia e quelli creati su musiche apposite.

## Storia
I balli di gruppo esistono da molti secoli, come confermano le varie danze folkloristiche eseguite ad esempio in cerchio o in linea e di cui vi sono molti esempi in tutto il mondo. Si sono diffusi anche balli di gruppo o di coppia, un tempo eseguiti in apposite sale da ballo, come il valzer il foxtrot, il charleston e lo swing.
La loro diffusione si fa risalire agli anni cinquanta e sessanta, quando, grazie alla spinta promozionale dell'industria discografica, alcuni artisti pubblicarono dei brani di successo che si prestano a delle semplici coreografie collettive. Degni di menzione sono, in tal senso, Der Ententanz (1957), meglio conosciuta come Il ballo del qua qua e The Twist (1958) di Hank Ballard, diventata celebre grazie alla versione di Chubby Checker. Negli anni a venire verranno lanciate molte novelty da ballare in gruppo.
I balli di gruppo sono oggi popolari in tutto il mondo e vengono tenuti in occasione di feste e matrimoni.

## In Italia
In Italia i balli di gruppo sono riconosciuti dalla Federazione Italiana Danza Sportiva come categoria amatoriale e riscuotono tutt'oggi grande successo nelle balere, nei villaggi turistici e nei centri estivi.